# Preußische P 6
Die Dampflokomotiven der Gattung P 6 der Königlich Preußischen Staatseisenbahnen waren Schlepptender-Personenzuglokomotiven mit einer führenden Laufachse und drei Kuppelachsen (Achsfolge 1’C).

## Geschichte
Die P 6 waren als sogenannte Universallokomotive konzipiert worden. Das erste Fahrzeug wurde 1902 in Düsseldorf von der Firma Hohenzollern gebaut. Die Maschinen wiesen einige Konstruktionsmerkmale auf, welche als typisch für ihren Konstrukteur Robert Garbe galten, so den engen, weit vorne liegenden Schornstein und die besondere Lage des Kessels. Trotz der mit 1.600 mm verhältnismäßig kleinen Treibräder (beim Prototyp waren es sogar nur 1.500 mm) waren die Lokomotiven für eine Höchstgeschwindigkeit von 90 km/h zugelassen, was aber wegen des unruhigen Laufs auf Grund des unzureichenden Massenausgleichs in der Praxis nicht ausgefahren werden konnte.
Die Fahrzeuge waren mit Schlepptendern der Bauart pr 2’2’ T 16 gekuppelt.

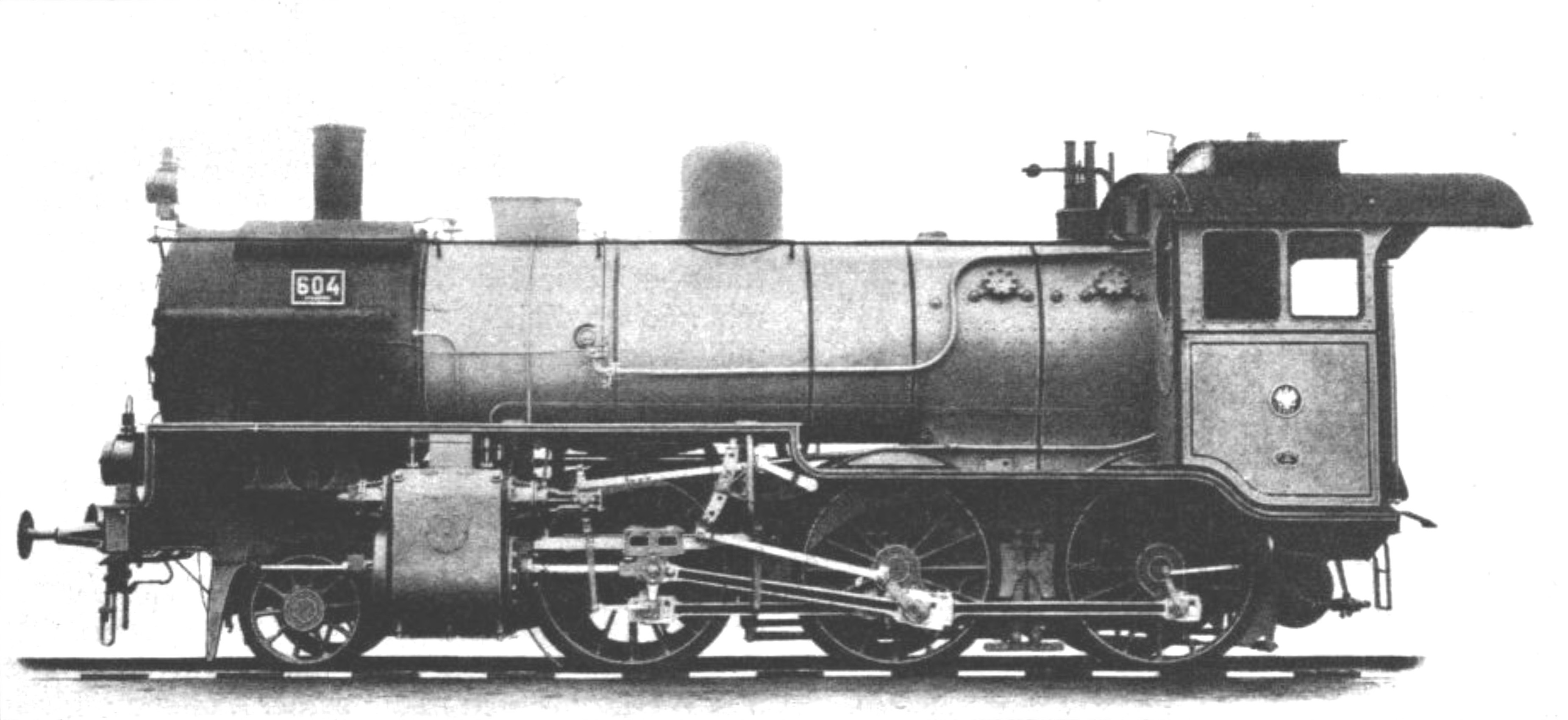
Linke Lokseite der Nr. 604

Der bei den ersten Maschinen eingebaute Rauchkammerüberhitzer wurde 1906 durch einen Rauchröhrenüberhitzer ersetzt. Insgesamt wurden bis 1910 275 Exemplare dieser Lok gebaut, davon 111 von Schwartzkopff, 30 von Hohenzollern, 90 von Hanomag, 37 von Henschel und vier von der Maschinenbau-Gesellschaft Karlsruhe. Drei Exemplare wurden 1913 von Linke-Hofmann für die königliche Militär-Eisenbahn geliefert. 110 Maschinen mussten nach dem Ersten Weltkrieg als Reparation abgegeben werden. Teilweise kamen sie im Zweiten Weltkrieg wieder unter deutsche Regie und erhielten eine Reichsbahn-Nummer. 163 Loks wurden als Baureihe 37.0–1 bei der Deutschen Reichsbahn mit den Betriebsnummern 37 001–163 eingereiht. 1935 wurden mit den Eisenbahnen des Saargebietes vier Lokomotiven (2101 bis 2104) als 37 164–167 übernommen. Die Lokomotiven mit den Nummern 37 201–206 (ab 1937) waren G 6 und P 6 der Lübeck-Büchener Eisenbahn (LBE), die sich von den preußischen Lokomotiven konstruktiv unterschieden.

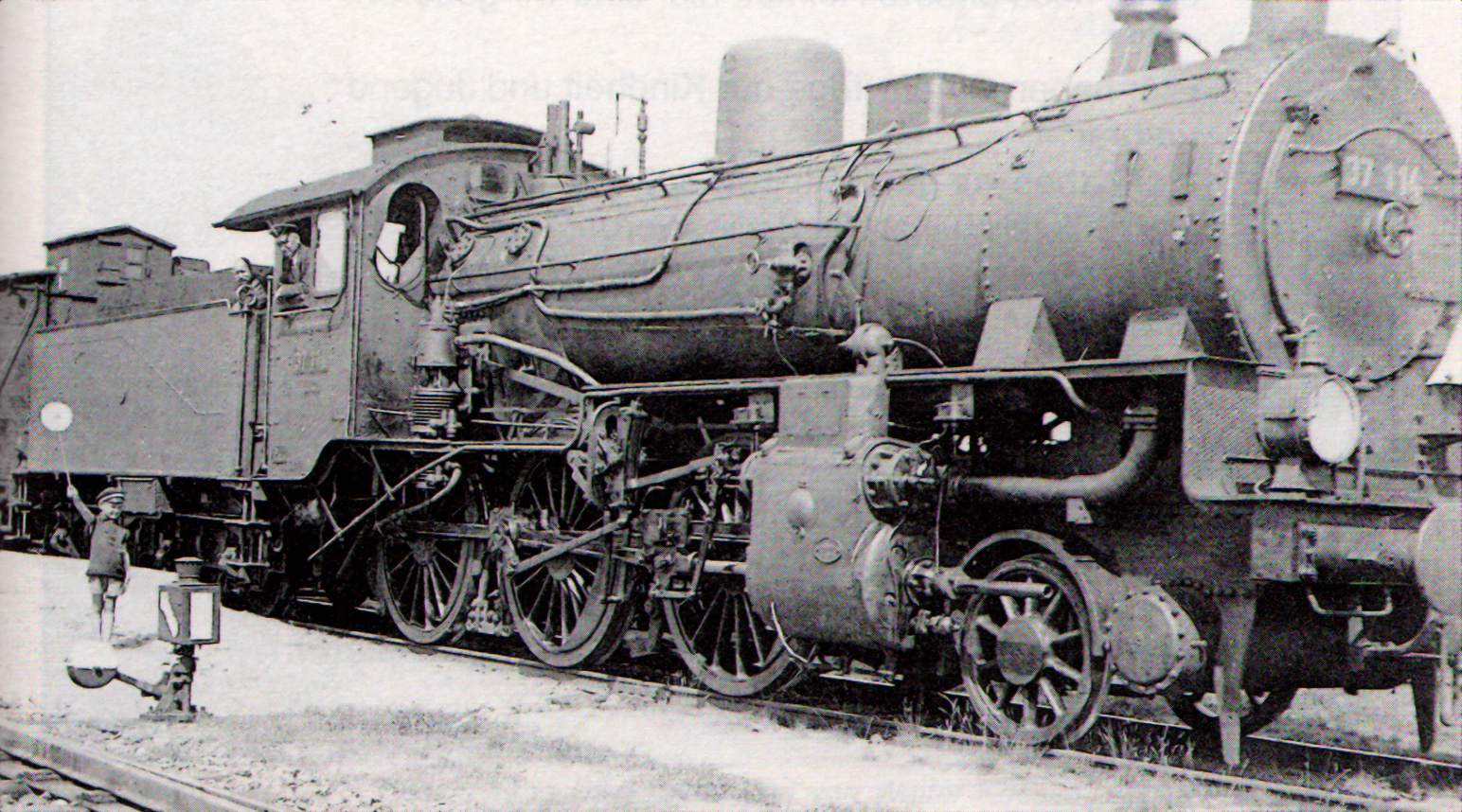
37 114 im Bahnhof Großgarten (vor 1938)

Während des Zweiten Weltkriegs wurden diverse polnische und litauische Lokomotiven als 37 168–200 und 37 251–256 in den DR-Bestand übernommen. Die 37 257 war die lettische Bn 51.
Die wenigen nach dem Zweiten Weltkrieg in Deutschland noch vorhandenen pr. P 6 wurden weder von der Deutschen Bundesbahn noch der Reichsbahn wieder eingesetzt, sondern bis etwa 1950 ausgemustert und verschrottet.

### Reparationsloks nach dem Ersten Weltkrieg

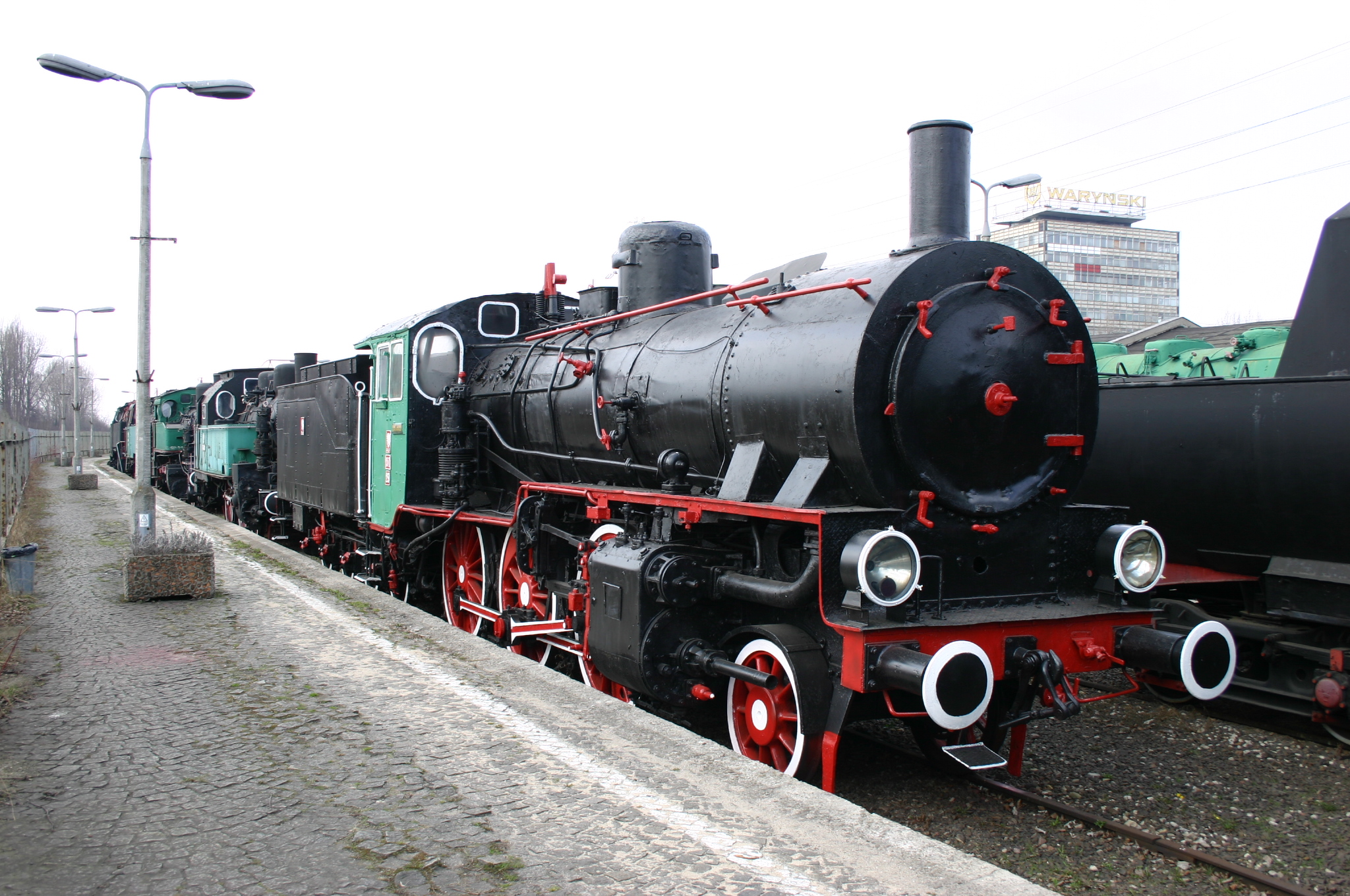
Polnische Oi1-29 im Warschauer Muzeum Kolejnictwa (2005)

Zahlreiche Maschinen mussten nach dem Ersten Weltkrieg als Reparationsleistung an Bahnen im Ausland abgegeben werden. Die belgischen Staatsbahnen Chemins de fer de l’État belge erhielten 24 Lokomotiven, die als Reihe 68 eingereiht werden sollten. Bis 1923 wurden sie vor Reisezügen eingesetzt und 1924 ausgemustert.
Die Administration des chemins de fer d’Alsace et de Lorraine (AL) übernahm 1919 drei Lokomotiven als P 6 2100 bis 2102, die in Straßburg stationiert und bis 1926 auf lothringischen Strecken eingesetzt wurden. 16 Loks gingen als 3.1551 bis 3.1566 an die französische Nordbahngesellschaft Compagnie des chemins de fer du Nord (NORD), wo sie sich bestens bewährten. Immer gut instand gehalten, wurden sie 1938 alle von der französischen Staatsbahn Société Nationale des Chemins de fer Français (SNCF) als 2-130 A 1 bis 16 übernommen. Während des Zweiten Weltkriegs wurde eine der Maschinen zerstört. Nach Zugsicherungsarbeiten während der Elektrifizierung der Strecke Valenciennes–Thionville wurden die letzten Exemplare 1954 ausgemustert. Die Schlepptender wurden von der SNCF als 2-16 B 1 bis 18 bezeichnet.
Die italienische Staatsbahn Ferrovie dello Stato (FS) erhielt neun Lokomotiven, die als 626.001–009 bezeichnet wurden.
Bei den polnischen Staatsbahnen Polskie Koleje Państwowe (PKP) erhielten die nach dem Ersten Weltkrieg übernommenen 44 Lokomotiven die Bezeichnung Oi1. Nach dem Zweiten Weltkrieg übernahm die PKP noch 31 Maschinen. Von ihnen ist  die Oi1-29 erhalten geblieben, sie kann im Warschauer Eisenbahnmuseum besichtigt werden.
Die Lietuvos geležinkeliai (LG) erhielt vier Lokomotiven als Baureihe K6 mit den Nummern 101 bis 104. 1939 übernahm die LG mit den Eisenbahnen des Wilnagebiets zwei polnische Oi1 als K6 105 und 106.
Ebenfalls vier Lokomotiven übernahm die Lettische Staatsbahn (LVD) und bezeichnete sie als Baureihe Bn mit den Nummern 51 bis 54. Nach dem Zweiten Weltkrieg kamen sie als Baureihe Бн (Bn) zur Sowjetischen Eisenbahn (SŽD).